# Borbo borbonica
Borbo borbonica ist ein Schmetterling aus der Familie der Dickkopffalter (Hesperiidae).

## Merkmale
Bei den Weibchen haben eine Flügelspannweite von 41 bis 45 Millimeter; die Männchen sind mit 40 bis 44 Millimeter im Durchschnitt etwas kleiner (die Maße beziehen sich auf die Population in Südafrika). Die Diskalflecke auf der Oberseite der Vorderflügel sind durchscheinend. Der Fleck in Cu2-A ist gelblich. Die Vorderflügel-Unterseite ist braun. Die Hinterflügel-Unterseite ist gelblich braun. Die Palpen sind lederfarben. Die Weibchen sind ähnlich, aber etwas blasser. Auf ihrer Hinterflügel-Unterseite sind drei kleine, blasse, aber deutliche Postdiskalflecke vorhanden.

## Geographisches Vorkommen und Lebensraum
Borbo borbonica kommt in Südwest-Spanien und Gibraltar, in Afrika in den Küstengebieten Nordwest-Marokkos, Algeriens und Libyens sowie in Madagaskar, auf Mauritius und Réunion, in Ägypten, Israel, Libanon und Syrien sowie in Südafrika vor. In Tunesien sind keine Vorkommen bekannt.
In Küstengebieten ist die Art nur sehr lokal anzutreffen. Sie ist in Höhenlagen von 0 bis 50 Meter zu finden.
Der Lebensraum sind trocken-heiße, felsige Küstenschluchten sowie Sanddünen mit spärlicher Vegetation.

## Lebensweise
Die Art gilt als Wanderfalter. Der Generationsverlauf ist unbekannt. In Südafrika werden das ganze Jahr mehrere Generationen gebildet. Die Flugzeit reicht im Mittelmeerraum von Juni bis November, am häufigsten aber von August bis Oktober. In Südafrika fliegen die Falter das ganze Jahr über, mit Höhepunkten im März bis Mai und August bis November. In Nordafrika dienen Leersia oryzoides und Sorghum halepense als Raupennahrungspflanzen. Für Mauritius werden „verschiedene Gräser“, insbesondere Rispenhirsen-Arten (Panicum) als Raupennahrung angegeben. Für Südafrika werden Ehrharta erecta, Reis (Oryza sp.), Lampenputzergräser (Pennisetum spp.) und Mais (Zea mays) als Raupennahrung genannt.

## Systematik
Derzeit werden in der Literatur zwei bis drei Unterarten aufgeführt.
- Borbo borbonica borbonica (Boisduval, 1833): Der Typusfundort ist Reunion.[2]
- Borbo borbonica zelleri (Lederer, 1855): Der Typusfundort ist Syrien.[2]
- Borbo borbonica morella (Joannis, 1893), Aldabra und Seychellen[4]